# Wdżary Wyżne (polana)

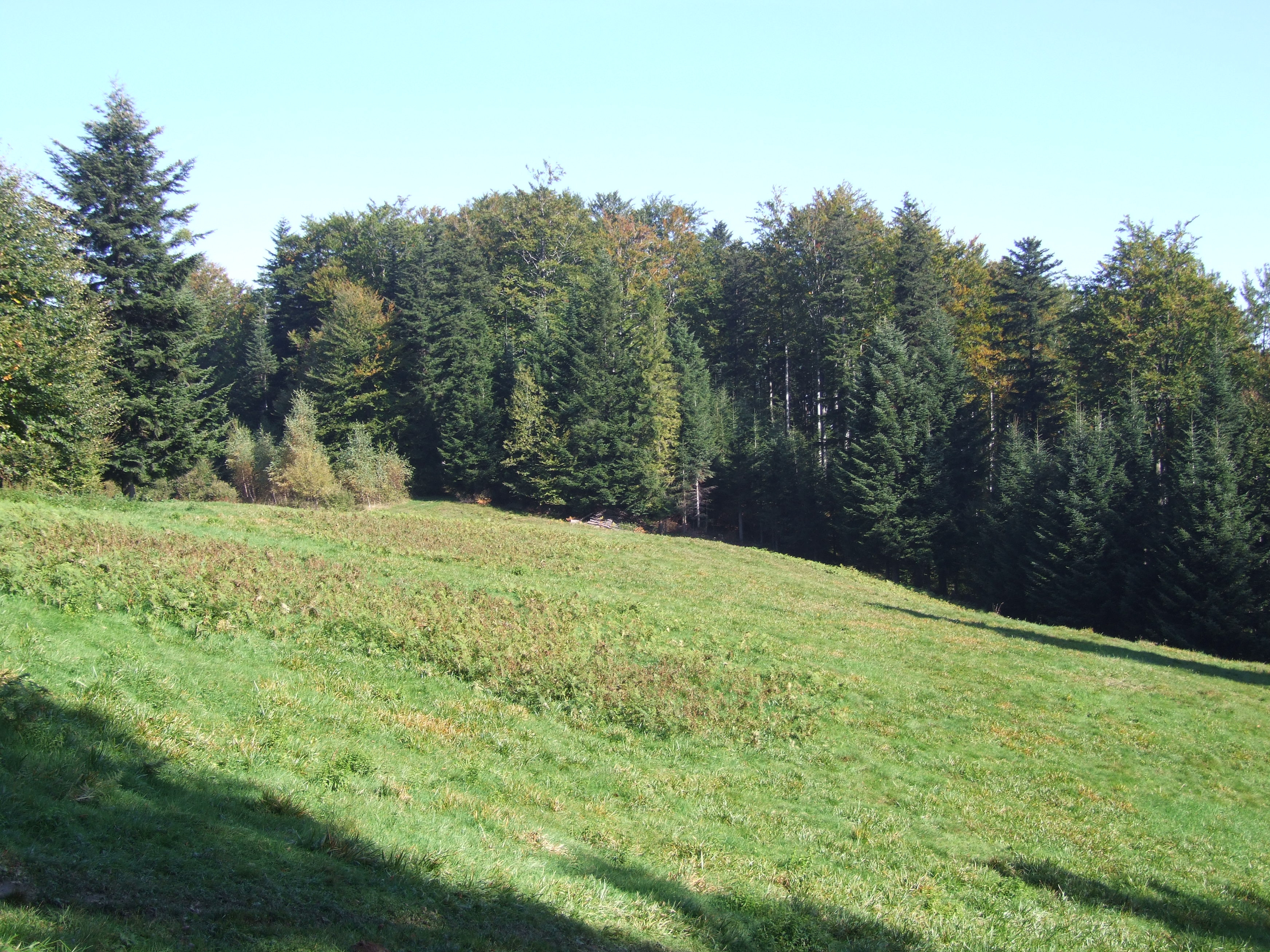

Wdżary Wyżne – niewielka polana w Pasmie Radziejowej Beskidu Sądeckiego (na topograficznej mapie Geoportalu ma nazwę Wżary Wyżne). Znajduje się na północno-wschodnim grzbiecie Wielkiej Prehyby, który poprzez Wietrzne Dziury, Wdżary Wyżne i Połom opada do doliny Popradu w Rytrze. Poniżej polany Wdżary Wyżne była też polana Wdżary Niżne, ale już zupełnie zarosła lasem. Nazwa obydwu tych polan pochodzi zapewne od sposobu otrzymywania polan przez wypalanie (tzw. cyrhlenie). Dawniej była intensywnie eksploatowana, po II wojnie światowej coraz mniej, później wcale. Od dawna nieużytkowana polana stopniowo zarasta lasem ze szkodą dla różnorodności biologicznej i walorów widokowych. W okresie największej pasterskiej eksploatacji gór (przed II wojną światową) północny grzbiet Wielkiej Przehyby był w dużym stopniu bezleśny; na mapie WIG z 1930 zaznaczone jest ok. 25 polan na tym grzbiecie. Na mapie Geoportalu można jeszcze odnaleźć nazwy niektórych z nich: Talarówki, Tylowska, Krzyżówka Wyżna, Krzyżówka Niżna, Wybrochsko, Wdżary Wyżne i Niżne, Wychody, Dobczowska, Szyszkowa, Potrawkowa, Obrzudowa Polana, Paszkowa, Kanarkówka, Lachówka. Obecnie jest to grzbiet niemal całkowicie zalesiony; tylko Kanarkówka częściowo jest koszona, pozostałe polany już zarosły lub zarastają lasem.
Z powodu niewielkich rozmiarów widoki z polan Wdżary Niżne są mocno ograniczone. Polana ta jest ważna natomiast z turystycznego punktu widzenia: w jej pobliżu krzyżują się dwa szlaki turystyczne.

## Szlaki turystyczne
– niebieski: Rytro – dolina Wielkiej Roztoki – Wdżary Niżne – Wdżary Wyżne – Wietrzne Dziury – rozdroże Zwornik – rozdroże pod Wielką Przehybą – Prehyba
 zielony: Barcice – Paszkowa – Wdżary Wyżne.